# Amarizana
L'amarizana és una llengua arawak extingida, poc certificada i sense classificar que era parlada al departament de Meta (Colòmbia). Kaufman (1994) la va col·locar a la seva branca del piapoco, però no és acceptat per Aikhenvald (1999).